# Општина Таркау (Њамц)
Таркау (рум. Tarcău) општина је у Румунији у округу Њамц.
Oпштина се налази на надморској висини од 804 m.